# Fuentes del Llobregat
Las Fuentes del Llobregat (en catalán, Fonts del Llobregat) son unas surgencias de agua subterránea en rocas calcáreas paleozoicas que se encuentran en el nacimiento del río del mismo nombre, en la "pleta Roja" (1.295 metros de altitud), dentro del municipio de Castellar de Nuch, en la comarca del Bergadá, en Cataluña.

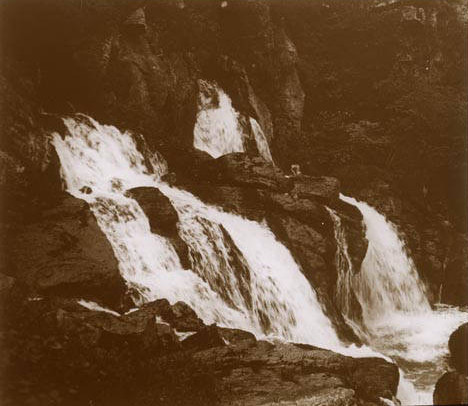
Las Fuentes en una imagen de entre 1912 y 1924

Están situadas aproximadamente a medio kilómetro al oeste del pueblo. Es un lugar muy visitado por turistas y excursionistas.
Las fuentes donde nace el río brotan directamente de los riscos que bordean Castellar de Nuch, y forman una abundosa y rápida cascada. El nacimiento del río es digno de ser visitado por su espectacularidad, sobre todo en tiempo de aguas abundosas.
La fuente se forma donde aflora el contacto de entre de las rocas calcáreas del devónico y las rocas arcillosas del pérmico sobre las que descansan, a pesar de ser más modernas. El agua que va bajando por las grietas y cavidades de las rocas calcáreas (acuífero kárstico) topa con la capa arcillosa, mucho más impermeable, y sale a la superficie. Una situación parecida se da en las fuentes cercanas del Bastareny y es típica de los acuíferos kársticos, donde es habitual encontrar pocas fuentes pero de caudal importante.
El caudal de la fuente es de alrededor de los 4 m³ por segundo.